# カンパーニャ・T-REX
T-REX（ティーレックス）とは、カナダのカンパーニャモータースが製造する三輪自動車（トライク）である。

## 概要
元レーサーでF1のメカニック経験もあったダニエル・カンパーニャは、1990年にカナダ・ケベック州に「カンパーニャ・モータース」を設立、1994年にT-REXのコンセプトカーを発表し、1996年より販売を開始した。マシンの構想およびプロトタイプ製作は彼自身の手で行われ、T-REXを創造するのに会社設立以前から通算して8年以上を費やしている。
乗車定員は2名。車体は鋼鉄製のチューブフレームにFRP製のボディパネルが架装されており、車体重量は472Kg（乾燥重量）となっている。前2輪・後1輪の車輪配置で、並列複座の背後に搭載されたオートバイ用エンジンが後輪を駆動するMRである。そのスタイルは一見ロードスターに近いものであるが、標準モデルではドアはおろかフロントガラスさえ装備されておらず、非常にスパルタンな仕様となっている（オプションで風防を含むエアロパーツが設定されている）。ただしイモビライザーは標準装備されている。
またスパルタンさは外観だけにとどまらず、ブレーキはWilwood、ホイールはRAYSやエンケイのモデルが設定され、さらに動力として2007年からのＴ-REX 14Rはカワサキ・ZZR1400と同じエンジンが搭載されており、その出力はラム過給時には200PSを超え、車重の軽さも相まってわずか3.92秒で60mph（時速約100km）まで加速する性能を有していた。現行モデルのＴ-REX 16SではエンジンをBMW K1600の並列6気筒に変更、バックギア選択をボタン式に変更、USB対応オーディオが標準装備されるなど細かなグレードアップが行われた。馬力は減少したがトルクがアップしており、BMS-KPをはじめとしたBMWの電子制御システムや燃料カットオフ機能がそのまま使われており、利便性が向上した。
T-REXは販売開始以来いくどかのモデルチェンジを実施しているが、エンジンユニットの変更が主であり、ボディスタイルなどの基本的な構成に変化はない。エンジンとトランスミッションや制御システムはベースとなる車種からほぼそのまま流用しているが、バックギヤのためにトランスミッションは改造されている。
生産はすべてカンパーニャの工房にて、ハンドメイドで行われている。
2010年より年間の生産台数を50台に限定した特別仕様車T-REX 14RRが存在する。
Harley Davidson社のVツインエンジンを搭載し、クラシカルな外観にしたV13Rもある。

### エンジン・トランスミッション
- 1996年モデル - GSX-R1100ユニット
- 2001年モデル - カワサキ・ZZR1200ユニット
- 2003年モデル - S&Sユニット（サンダーエディション）
- 2003年モデル - カワサキ・ニンジャZX-12Rユニット
- 2007年モデル - カワサキ・ZZR1400ユニット
- 現行モデル BMW K1600ユニット